# Carlos Peña Rodríguez
Carlos Alberto Peña Rodríguez (Ciudad Victoria, 29 de marzo de 1990) es un futbolista mexicano, juega como centrocampista en el Atlas FC en la Copa Baja California

## Trayectoria

### Club de Fútbol Pachuca

#### Fuerzas básicas
Inició su carrera en las divisiones inferiores del Club de Fútbol Pachuca, jugando desde los 17 años en los equipos de Pachuca Juniors y Universidad del Fútbol de la Segunda División, así como en el Pachuca de la categoría sub-20. 

#### Primer equipo
Logra debutar en Primera División con el primer equipo el 14 de abril de 2010 en un partido de Liga contra el Cruz Azul en el Estadio Azul, ingresando al minuto 84 por José Francisco Torres y portando en ese entonces el dorsal número 100.
Disputa un Mundial de Clubes con los Tuzos, el de la edición de 2010, aunque únicamente jugó un partido; contra el TP Mazembe, siendo titular y saliendo de cambio al minuto 58.

### Club León
Es cedido al Club León (en ese entonces de la Liga de Ascenso) para el torneo Apertura 2011. Aunque tiene poca participación, el torneo siguiente, el Clausura 2012, logra consolidarse en el equipo titular y gana el campeonato con el equipo. Posteriormente, consigue también el Ascenso con el León, destacando que jugó la ida con el pie derecho suturado tras una lesión en la final contra Lobos BUAP y marcando el primer gol en la vuelta, luego del cobro de un tiro de esquina.
Para el Torneo Apertura 2012 seguirá con el León, en Primera División. Durante el primer torneo del equipo en primera, se vuelve pieza fundamental en el equipo, llegando a semifinales, donde fueron eliminados por Xolos de Tijuana, quienes se consagraron campeones, esto le valió para estar en su primera convocatoria a la Selección Nacional al mando de El Chepo de la Torre.
El torneo Clausura significó un bajo nivel para todo el equipo, dejando así de ser convocado un tiempo a la selección y quedando con su club en la parte baja de la tabla.
Para el siguiente torneo, el Apertura 2013, el equipo recupera su alto nivel y esta vez se consagra campeón frente al América con un marcador global de 5-1, donde él abrió el marcador en el juego de ida. Durante este torneo también se vuelve fundamental en la selección nacional de Víctor Manuel Vucetich y posteriormente, de la de Miguel Herrera.
Ya en el 2014 logra el bicampeonato con el León, coronándose sobre el Pachuca, marcando un gol en el partido de ida de la gran final.

### Club Deportivo Guadalajara
Finalmente tras casi 3 años buscándolo, el 6 de diciembre de 2015, Chivas ficha al jugador de cara al Clausura 2016, la transacción fue de 8 millones de dólares.

### Club León (Segunda Etapa)
Tras no brillar con las Chivas, no entró más en los planes de Matías Almeyda y el 7 de diciembre de 2016, se hace oficial el regreso del Gullit Peña con el Club León, en calidad de préstamo con opción a compra, donde volvió a mostrar un bajo desempeño.

### Rangers Football Club
El 9 de septiembre anotó su primer gol contra el Dundee FC, dicho partido terminó en victoria 4-1 a favor de su equipo.
El 19 de septiembre volvió a anotar; esta vez en Copa de la Liga de Escocia, abriendo el marcador contra el Partick Thistle F.C.. El partido terminó 3-1 a favor de los Rangers F.C., en ese mismo partido su compatriota Eduardo Herrera igualmente anotó.
El 13 de octubre visitaron el McDiarmid Park en Perth y anotó su primer doblete en la victoria sobre St. Johnstone Football Club.

### Club Deportivo Cruz Azul
Después de un breve paso en el fútbol de Escocia, regresa a México, ahora jugando para Cruz Azul; así llegando como el fichaje bomba y creando muchas expectativas.
Debuta el 13 de enero de 2018, ante Chivas, en la jornada 2, entrando de cambio, siendo abucheado, y no dejando una buena actuación.
Tiene su primer partido como titular contra Necaxa, el 10 de enero de 2018, en la jornada 6. En ese mismo partido sale lesionado, quedando fuera 6 partidos.
Peña tiene una lesión más a final del torneo, pero ahora en interescuadras. 
Finalmente, el 9 de mayo se da a conocer su baja del equipo, las razones por temas extra cancha y las lesiones.

### Correcaminos de la UAT
Tras no poder consagrarse con el Cruz Azul, el Necaxa y el Tycky; llega como refuerzo para los Correcaminos de la UAT rumbo el Clausura 2020.

### Club Deportivo FAS
El 25 de enero de 2021 Gullit Peña firmó con el FAS de El Salvador con la edad de 30 años, ayudando al equipo con más coronas del fútbol salvadoreño a terminar su sequía de más de una década sin obtener el campeonato nacional. En la final, C.D. FAS se impuso por la vía de los pénales al Alianza F.C. (4-3).

### Al Dhaid FC
El 23 de enero de 2023, Peña anunció que firmaría con el Al Dhaid FC de los Emiratos Árabes Unidos.

## Selección nacional
| Club               | País   | PJ | Goles | Periodo     |
| ------------------ | ------ | -- | ----- | ----------- |
| Selección Mexicana | México | 19 | 2     | 2012 - 2022 |

En octubre de 2012 recibe su primera convocatoria a Selección mayor por parte de José Manuel de la Torre, para disputar los partidos contra Guyana y contra El Salvador, correspondientes a la Eliminatoria de Concacaf para la Copa del Mundo de 2014.
Debuta con la Selección absoluta el 16 de octubre ante El Salvador en el Estadio Corona, iniciando como titular y saliendo de cambio al minuto 57.
El 8 de mayo de 2014, Peña fue incluido por el entrenador Miguel Herrera en la lista final de 23 jugadores que representarán a México en la Copa Mundial de Fútbol de 2014.
Tras tener buenas actuaciones con Chivas, el técnico de la Selección Juan Carlos Osorio lo llama en la lista preliminar de 40 jugadores para la Copa América Centenario, el 17 de mayo de 2016, lo incluye en la lista final de 23 jugadores. 

### Goles internacionales
| Goles | Fecha                   | Sede                                        | Oponente      | Marcador | Resultado | Competición                                          |
| ----- | ----------------------- | ------------------------------------------- | ------------- | -------- | --------- | ---------------------------------------------------- |
| 1.    | 30 de octubre de 2013   | Qualcomm Stadium, San Diego, Estados Unidos | Finlandia     | 2–0      | 4–2       | Amistoso                                             |
| 2.    | 20 de noviembre de 2013 | Westpac Stadium, Wellington, Nueva Zelanda  | Nueva Zelanda | 4–2      | 4–2       | Clasificación para la Copa Mundial de Fútbol de 2014 |

### Participaciones en Copas del Mundo
| Mundial                        | Sede   | Resultado        |
| ------------------------------ | ------ | ---------------- |
| Copa Mundial de Fútbol de 2014 | Brasil | Octavos de final |

### Participaciones en Copas de Oro de la CONCACAF
| Copa                            | Sede           | Resultado    |
| ------------------------------- | -------------- | ------------ |
| Copa de Oro de la Concacaf 2013 | Estados Unidos | Tercer lugar |

### Participaciones en Copa América
| Copa                    | Sede           | Resultado        |
| ----------------------- | -------------- | ---------------- |
| Copa América Centenario | Estados Unidos | Cuartos de final |

## Estadísticas

### Clubes
| C. F. Pachuca · México |               |               |     |    |    |   |    |    |     |    |
| 1.ª | 2010          | 2             | 2   | -  | -  | - | -  | 1  | 0   |    |
| 1.ª | 2010-11       | 19            | 6   | -  | -  | 2 | 0  | 21 | 1   |    |
| Total club | Total club    | Total club    | 21  | 8  | -  | - | 2  | 0  | 22  | 1  |
| Club León · México |               |               |     |    |    |   |    |    |     |    |
| 2.ª | 2011-12       | 30            | 12  | -  | -  | - | -  | 30 | 6   |    |
| 1.ª |               |               |     |    |    |   |    |    |     |    |
| 2012-13 | 33            | 9             | -   | -  | 2  | 0 | 35 | 8  |     |    |
| 2013-14 | 38            | 17            | -   | -  | 8  | 3 | 46 | 15 |     |    |
| 2014-15 | 32            | 8             | -   | -  | 1  | 0 | 33 | 8  |     |    |
| 2015 | 19            | 8             | 4   | 4  | -  | - | 21 | 12 |     |    |
| 2017 | 17            | 6             | 4   | 1  | -  | - | 21 | 3  |     |    |
| Total club | Total club    | Total club    | 169 | 48 | 8  | 5 | 11 | 3  | 188 | 52 |
| C. D. Guadalajara · México |               |               |     |    |    |   |    |    |     |    |
| 1.ª | C-2016        | 19            | 20  | 2  | 0  | - | -  | 21 | 18  |    |
| 1.ª | A-2016        | 14            | 18  | 8  | 0  | - | -  | 22 | 20  |    |
| Total club | Total club    | Total club    | 33  | 12 | 10 | 0 | -  | -  | 43  | 8  |
| Rangers F. C. Escocia |               |               |     |    |    |   |    |    |     |    |
| 1.ª | 2017-18       | 12            | 8   | 2  | 1  | - | -  | 14 | 5   |    |
| Total club | Total club    | Total club    | 12  | 8  | 2  | 1 | -  | -  | 14  | 5  |
| C. D. Cruz Azul · México |               |               |     |    |    |   |    |    |     |    |
| 1.ª | 2018          | 8             | 0   | 2  | 0  | - | -  | 10 | 0   |    |
| Total club | Total club    | Total club    | 8   | 0  | 2  | 0 | -  | -  | 10  | 0  |
| Club Necaxa · México |               |               |     |    |    |   |    |    |     |    |
| 1.ª | 2018-19       | 5             | 1   | 4  | 0  | - | -  | 9  | 0   |    |
| Total club | Total club    | Total club    | 5   | 1  | 4  | 0 | -  | -  | 9   | 0  |
| C.D. FAS · El Salvador |               |               |     |    |    |   |    |    |     |    |
| 1.ª | 2021          | 21            | 12  | 0  | 0  | - | -  | 21 | 4   |    |
| Total club | Total club    | Total club    | 21  | 12 | 0  | 0 | -  | -  | 21  | 4  |
| Antigua G.F.C. · Guatemala |               |               |     |    |    |   |    |    |     |    |
| 1.ª | 2021          | 16            | 4   | -  | -  | - | -  | 16 | 4   |    |
| 1.ª | 2022          | 0             | 0   | -  | -  | - | -  | 0  | 0   |    |
| Total club | Total club    | Total club    | 16  | 4  | 0  | 0 | -  | -  | 16  | 4  |
| C.D.S Vida Honduras |               |               |     |    |    |   |    |    |     |    |
| 1.ª | 2022          | 4             | 0   | -  | -  | - | -  | 4  | 0   |    |
| Total club | Total club    | Total club    | 4   | 0  | 0  | 0 | -  | -  | 4   | 0  |
| Total carrera | Total carrera | Total carrera | 289 | 93 | 26 | 6 | 13 | 3  | 327 | 74 |
| (1) Incluye datos de la SuperLiga Norteamericana, Copa Mundial de Clubes, Copa Libertadores, Scottish Cup, Scottish Premiership y Copa de la Liga de Escocia. (2) No incluye datos de partidos amistosos. (3) Estadísticas al 19 de septiembre de 2017. |               |               |     |    |    |   |    |    |     |    |

## Palmarés

### Campeonatos nacionales
| Título                          | Club        | País           | Año           |
| ------------------------------- | ----------- | -------------- | ------------- |
| Ascenso MX                      | León        | México         | Clausura 2012 |
| Campeón de Ascenso              | León        | México         | 2011-12       |
| Liga MX                         | León        | México         | Apertura 2013 |
| Liga MX                         | León        | México         | Clausura 2014 |
| Supercopa MX                    | Guadalajara | Estados Unidos | 2015-16       |
| Supercopa MX                    | Necaxa      | Estados Unidos | 2017-18       |
| Primera División de El Salvador | FAS         | El Salvador    | Clausura 2021 |